# Tokyo Majin
Tokyo Majin, conocido también como Tokyo Demon Academy: The Book of Weapons – The Ascension (東京魔人學園剣風帖龖 Tōkyō Majin Gakuen: Kenpuchō Tō?), es una serie de anime japonesa estrenada en el canal Animax . Una gran parte del anime se basa libremente en una serie de videojuegos exclusivos de Japón, que son dirigidos por Shinji Ishihira.
El 26 de junio de 2007, ADV anunció que había adquirido la licencia de esta serie.  ADV distribuyó la serie bajo el título de Tokyo Majin, eliminando "Gakuen: Kenpuchō Tō" del título. En 2008, el anime se convirtió en uno de los más de 30 títulos ADV cuyas licencias se transfirieron a Funimation.

## Argumento
En la noche de Tokio, ocurren muertes misteriosas que implica el Reborn Dead. Además, a medida que los cadáveres son enviados a la morgue para la autopsia, vuelven a desaparecer dejando señales que muestran que ellos mismos escaparon. Un misterioso estudiante, Tatsuma Hiyū, y un estudiante delincuente, Kyōichi Hōraiji, luchan contra estos muertos vivientes cada noche. Junto con el resto de su grupo, pronto se dan cuenta de que una amenaza mayor, que involucra a los demonios aún más poderosos, está cerca.
A estos estudiantes se les unen sus compañeros de último año en la Academia Magami, quienes tienen poderes sobrenaturales. Deben luchar no solo contra los demonios, sino también contra los poderosos seres que los controlan y que están empeñados en destruir la ciudad y las personas que la habitan.

## Personajes

### Principales
Tatsuma Hiyuu (緋勇 龍麻 Hiyū Tatsuma?)
Seiyū: Hiro Shimono
Tatsuma es un chico misterioso que se transfiere a la Academia Magami en su último año de preparatoria. Generalmente se muestra como muy callado y despreocupado, pero, en realidad, es más inteligente que las personas que lo rodean. A menudo, sale con Kyouichi y lo ayuda a luchar contra gánsteres de otras institutos, lo que le otorga el estatus de ser el quinto estudiante más delincuente en la historia de Magami. Tatsuma es probablemente el único en el grupo que es "cercano" a Kyouichi, al cual frecuentemete molesta e irrita calmadamente.
Es un luchador altamente entrenado; él conoce los puntos vitales de una persona, si está peleando seriamente o no, y si ha matado antes. A menudo, es el primero en darse cuenta de las amenazas y, a veces, tiene una sensación extraña cuando alguien cercano está en peligro. Lo que se suma a su misterio es el hecho de que dos meses antes de inscribirse en la academia, se revela que en realidad fue enviado allí por su maestro (quien dijo que sus habilidades serán necesarias allí), aunque ninguno de los otros sabe de esto. Además, durante una pelea con Kodzunu, ambos ven una imagen retrospectiva de cuatro personas, que tienen similitudes con el grupo actual de Tatsuma, durante el Bakumatsu. Esto molesta a Kodzunu; lleva a Tatsuma a una trampa para averiguar más. Una vez más, los dos ven una visión del pasado. Esta vez, Kodzunu se da cuenta de que los antepasados de Tatsuma participaron en la destrucción del Clan Kodzunu durante el Período Edo.
•Estilo de combate: Mano a mano, artes marciales
Kyouichi Horaiji (蓬莱寺 京一 Hōraiji Kyōichi?)
Seiyū: Masaki Kawanabe
Kyouichi es un delincuente muy conocido en la Academia Magami que siempre lleva consigo un bokutō. Frecuentemente se pelea con gánsteres de otros institutos. Cuando se encuentra por primera vez con Tatsuma, se involucran en una pelea feroz, que resulta ser solo una forma de conocerse.
Tatsuma es el único otro estudiante que Kyouichi considera un amigo. Puede parecer malo con los demás, pero, en realidad, siempre los cuida y trata de protegerlos. Esto se ve principalmente hacia Aoi, con quien parece excepcionalmente rudo, pero se preocupa por ella más de lo que admite.
El padre de Kyouichi era un samurái a sueldo. En un Kabuki fue asesinado por una pandilla local. Después de morir, Kyouichi recogió el bokuto de su padre y se encargó de vengarse de los agresores y proteger a Kabukichō. Sin embargo, su mal genio y sus habilidades inmaduras casi lo matan, pero un misterioso ronin, llamado Kyoushiro Kamui, lo salvó. Kamui finalmente toma al niño como su aprendiz, convirtiéndose en su segundo padre para este.
•Estilo de combate: Manejo de la espada usando un Bokutō
Aoi Misato (美里 葵 Misato Aoi?)
Seiyū: Yui Horie
Una niña de una familia rica y presidenta del Consejo Estudiantil de la Academia Magami. Aoi es una persona sensible y se enfada mucho cuando no puede ayudar a alguien. Hace años, no pudo salvar a su amiga de un incendio en el salón de clases, y esto le dio un fuerte deseo de proteger a las personas. Hay una cicatriz que recibió durante el incendio en la parte baja de la espalda, aunque solo Tatsuma lo sabe. Aoi parece albergar sentimientos por Tatsuma, que se pueden ver por primera vez en los últimos episodios de la primera temporada del anime. Sin embargo, hacia el final de la segunda temporada, también comparte un momento emotivo con Kyouichi y promete esperarlo mientras se va a buscar a Tatsuma.
Inicialmente, sus poderes eran de naturaleza puramente defensiva, lo que la hacía muy insegura en su capacidad para luchar junto a sus amigos. Más tarde, se revela que posee el Ojo de Bodhisattva. Se dice que su Ojo de Bodhisattva es capaz de curar, revivir a los muertos o aumentar el ritmo al que una persona envejece; ella puede hacer que alguien muera instantáneamente de vejez. Después de que Kodzunu la secuestra y la fuerza bajo sus hechizos, comienza a usar sus habilidades de manera ofensiva para generar poderosas explosiones de fuerza y liberar todo su potencial.
El emblema de la familia de Aoi es similar al del Clan Tokugawa.
•Estilo de combate: Ojo de Bodhisattva, Naginata
Komaki Sakurai (桜井 小蒔 Sakurai Komaki?)
Seiyū: Satomi Arai
Presidente del Club Kyūdō y mejor amiga de Aoi. Komaki se encarga de defender a Aoi cada vez que Kyouichi parece intimidarla. A diferencia de Aoi, Komaki es agresiva con las personas que se interponen en el camino o dañan a sus seres queridos. Ella perdió a un amigo del club, que se convirtió en un "oni" para localizar y tomar el brazo de tiro de Komaki. A pesar de ser testaruda y valiente, Komaki es probablemente la más débil cuando se trata de emociones y mentalidad. Cuando los padres adoptivos de Tatsuma fueron asesinados, Komaki fue la primera en romper a llorar, lo que hizo que Aoi la consolara. Puede considerarse débil en ese aspecto, ya que se desanima o se preocupa fácilmente.
Ella parece no darse cuenta del hecho de que Yuuya Daigo está enamorado de ella, pero finalmente acepta y le devuelve su afecto.
•Estilo de combate: KyūdōKyūdō (arquera)
Yuuya Daigo (醍醐 雄矢 Daigo Yūya?)
Seiyū: Katsui Taira
Daigo es el presidente del Club de lucha y un aspirante a chef. Yuuya Daigo está enamorado de Komaki Sakurai y constantemente se lo ve cocinando grandes comidas para ella. Daigo no siempre fue un tipo tan considerado y humilde. En sus días de escuela secundaria, estaba tan resentido con su padre que Daigo creó una banda de matones con su mejor amigo, Renji Magatsu, como su lugarteniente. Robaron y se pelearon por los institutos de Shinjuku, incluso chocando con Kyouichi Houraiji. No fue hasta que arrestaron a Renji por asesinar a su propio padre que Daigo decidió limpiar su acto.
Cuando Tatsuma Hiyuu se transfirió por primera vez a la Academia Magumi, Yuuya Daigo lo retó a una pelea en la mansión abandonada cerca de la escuela. Fue interrumpido por Aoi y Komaki, pero finalmente reunió a los estudiantes durante la interrupción en Dragon Stream. Esto dio como resultado que cada uno obtuviese sus poderes.
•Estilo de combate: Mano a mano, lucha
Hisui Kisaragi (如月 翡翠 Kisaragi Hisui?)
Seiyū: Eiji Sekiguchi
Dueño de una tienda de antigüedades que tiene tratos comerciales con la familia Misato. Hisui Kisaragi ha estado cerca de Aoi desde que los dos eran niños y parece albergar sentimientos por ella. Recibió un brazalete mágico de Aoi cuando eran más jóvenes, que ahora lleva en una bolsa alrededor de su cuello. Es muy leal a Aoi. Es miembro de una familia que ha matado demonios desde los días del Clan Tokugawa. Informa al grupo sobre los demonios y otros fenómenos que están ocurriendo en la ciudad. Luego, se revela que su familia también tiene el deber de matar a la persona que posee el Ojo de Bodhisattva (Aoi). Debido a sus sentimientos por ella, no puede decidirse a completar esta tarea.
•Estilo de combate: Ninja, lanzador KunaiKunai, hechizos/talismanes

### Enemigos
Tendo Kozunu (九角 天童 Kozunu Tendō?)
Seiyū: Anri Katsu
Un joven con habilidades sobrehumanas que puede transformar a los humanos en ogros y demonios. Una persona reservada y maliciosa. Es responsable de traer desorden a Dragon Stream, causando que los demonios se levanten en el reino mundano. Las imágenes de cuando su madre se suicidó todavía lo persiguen y, a menudo, se lo muestra con simpatía. Se revela que su madre era descendiente del linaje Kodzunu, un clan que se rebeló contra el Shogunato cuando la autoridad usó la fuerza para tratar de tomar a una niña con el Ojo de Bodhisattva de su familia. El clan finalmente perdió, y los que sobrevivieron se escondieron. En la época moderna, la familia del padre de Kodzunu descubrió que su madre era en realidad descendiente de Kodzunu, lo que los llevó a encerrarla. Queriendo vengarse del largo sufrimiento y suicidio de su madre, aceptó una oferta de un hombre misterioso llamado Munetaka Yagyuu que le otorgó poder.
Marie Claire (マリィ・クレア Marii Kurea?)
Seiyū: Kana Ueda
Una chica desconcertante de 15 años con la habilidad de manipular el fuego. Marie Claire lleva un gato negro llamado Mephisto que siempre está al lado de Kodzunu, pero no realmente como su aliado; fue enviada por su maestro, Munetaka Yagyuu, para observarlo y actuar como mensajero. Kodzunu comentó que ella es una muñeca que obedece a su amo. Cuando la niña temperamental se enoja, le salen rayos de los brazos y la frente, comienza a llorar y babear un líquido verdoso mientras su rostro se contrae. Luego, lanza una explosión devastadora que destruye su entorno.
Ryouichi Karasu (唐栖 亮一?)
Seiyū: Daisuke Sakaguchi
El exlíder, guitarrista y compositor de canciones de la banda indie CROW. Es muy tímido y retraído, y su único amigo ha sido Raito Umon (vocalista de CROW). Cuando Raito comenzó a ignorar los sentimientos de Ryouichi a favor de incluir a los otros dos miembros de la banda de CROW (sobre todo cambiando la letra de una canción particularmente personal de Ryouichi), Ryouichi dispara y asesina a los otros miembros de la banda antes de desaparecer. Raito encuentra a Ryouichi cuando se rompe Dragon Stream, dándoles a ambos poderes sobrenaturales. Una vez más, Ryouichi desaparece, aparentemente sin darse cuenta de sus nuevos poderes. Después, Tendou Kodzunu lo despertó a estos poderes a través de las Artes Oscuras, que usó para aterrorizar a la ciudad. Como sugiere su apellido, Ryouichi Karasu puede controlar bandadas de cuervos. Más tarde, es derrotado por los niños Magami en un esfuerzo por proteger la ciudad, así como a su mejor amigo Raito. Incapaz de contener las Artes Oscuras, Ryouichi se transforma en un demonio parecido a un cuervo. Inevitablemente, se vuelve loco antes de ser asesinado por Kodzunu, quien ya no lo necesitaba.
Reiji Sagaya (嵯峨野麗司?)
Seiyū: Yoshimitsu Shimoyama
El antiguo compañero de clase de Aoi que fue maltratado cuando estaba en la escuela secundaria. Nadie se molestó en intervenir para ayudarlo, pero solo Aoi le mostró amabilidad. Mientras alimentaba a un perro callejero que adoptó (llamado Chibi), Aoi llegó para ayudar a cuidar al perro y hacerse amigo de Reiji. Los matones que lo molestaron estaban enojados por el hecho de que habló con el popular Aoi, por lo que decidieron matar a Chibi frente a Reiji. Aproximadamente tres años después, mientras jugaba el  "Juego del Caos", Kodzunu busca a Reiji, quien le dio el poder de controlar el reino de los sueños. Luego usó este poder para vengarse de las personas que lo acosaron y abusaron.
Sera Rikudou (六道 世羅 Rokudō Sera?)
Seiyū: Saori Seto
Una estudiante de segundo año de secundaria que tenía la capacidad de controlar objetos parecidos a cables que salían de sus muñecas. Estos cables parecidos a garrotes podían cortar poderosamente cualquier objeto mundano, como edificios y personas, y Sera estaba apática a la hora de usarlos para matar. Por razones desconocidas, deambula por Shinjuku como si estuviera perdida y no habla (aunque no es muda).
Yagyuu Munetaka (柳生宗崇?)
Seiyū: Shouto Kashii
Un hombre misterioso en moto. Utiliza a su sirvienta, Marie Claire, como observadora y mensajera entre él y Kodzunu. También se reveló que fue quien le dio poderes a Kodzunu. Es el principal antagonista de la serie, pero solo aparece en la segunda mitad de la segunda temporada, donde arrasa Tokio y posee a Ryuuji (Caos) para obtener el poder del Dragón Negro. Yagyuu, uno de los magos más poderosos, puede absorber cualquier daño y reflejarlo en el usuario. También es muy hábil en el combate con espada y las artes marciales, ya que logró vencer a Raito, Kyouichi, Tatsuma, Kureha Mibu y Ukon Yatsurugi. Munetaka Yagyuu estaba vivo durante el Bakumatsu, ayudando a los antepasados de Tendou Kodzunu durante el surgimiento de Kidou-shuu.

### Otros
Kyoko Touno (遠野 杏子 Touno Kyoko?)
Seiyū: Sayaka Narita
Un miembro del Club de periodismo a quien Kyouichi etiqueta como acosador. Su apodo es "Anko". Una chica curiosa y decidida, Kyoko siempre está dispuesta a obtener la primicia sobre las acciones de Tatsuma y su grupo. Al sentir que los personajes principales pueden estar ocultando algo, los sigue y los ve usando sus "poderes". Estaba abrumada por el hecho de que alguien fue asesinado durante su pelea con Ryouichi Karasu, y se encerró en su habitación, negándose a ir a ningún lado. Después de un poco de persuasión por parte de Aoi, se reconcilia con los personajes principales. A menudo los ayuda brindándoles información sobre los incidentes que ocurren en la ciudad. Ella parece tener una amplia información de todo y buenas habilidades de investigación. Al final, está enamorada de Kyouichi.
Raito Umon (雨紋 雷人 Umon Raito?)
Seiyū: Go Shinomiya
El vocalista de la banda de rock CROW. Tiene la capacidad de manipular los rayos y la electricidad, así como la capacidad de utilizar una forma de lanzamiento de hechizos (acompañada de cánticos y símbolos). Es un luchador extremadamente hábil, ya que pudo derrotar a Kyouichi, Daigo y Komaki durante su primer encuentro.
•Estilo de combate: Lanza, electricidad, lanzamiento de hechizos
Maiko Takamizawa (高見沢 舞子 Takamizawa Maiko?)
Seiyū: Kyoko Hikami
Una enfermera que trabaja en la Clínica Sakuragaoka. Aunque es un poco cabeza hueca, tiene la capacidad de ver a Yūrei. Maiko también tiene una intensa empatía y compasión que le permiten conectarse y calmar a los que están psicológicamente dañados. Tiene afinidad por los animales y, a menudo, parece cuidar a las mascotas callejeras. Debido a que puede ver (y finalmente curar) el espíritu del perro de Reiji Sagaya, Maiko demuestra ser una verdadera ayuda durante el encuentro con Dream World. Cuando se recupera, Reiji se enamora de ella, y los dos finalmente se ven como pareja, planeando su futuro. Maiko admira a Takako Iwayama, aspirando a ser tan grande como el doctor. Una imagen que se ve a Maiko estudiando parece mostrar que existe alguna relación entre el Doctor Iwayama y el Maestro Inugami, la imagen parece implicar que él era una especie de figura paterna para Iwayama.
•Estilo de combate: Non offensive, Intense empathy
Morihito Inugami (犬神 杜人 Inugami Morihito?)
Seiyū: Tomohiro Tsuboi
Maestro en la Academia Magami, también es el maestro de aula de Kyoko Tohno. A menudo, se le ve alimentando conejos en conejeras en el recinto escolar. Relajado y sin emociones, no es un gran maestro ya que nunca asiste a las reuniones. Parece saber sobre los eventos reales que están sucediendo en la ciudad. En realidad, es un Inugami, criado durante el período Edo por el creador de la Academia Magami para proteger los terrenos de la vieja escuela.
Maria Alucard (マリア・アルカード Maria Arukādo?)
Seiyū: Yuki Masuda
Tatsuma, profesor de aula de Kyouichi y Aoi. Puede ser muy infantil como maestra, a menudo gritando a los estudiantes y tirándoles cosas. Kyouichi a menudo la molesta, quien la llama Maria-chan y siempre inventa excusas para faltar a clase. Aunque su actitud no lo demuestra, se preocupa profundamente por la seguridad de sus alumnos. Ella va en motocicleta a la escuela todos los días y con frecuencia habla en inglés. Ella es, en realidad, un Ogro. Ella revela hacia el final de la segunda temporada que había planeado dañar a los humanos, pero el conflicto parecía haber causado un cambio de opinión y ahora profesa querer proteger y quedarse con los humanos, especialmente con sus estudiantes.
Yukino Oribe (雪乃 織部?)
Seiyū: Michiru Yamazaki
Una de las dos doncellas del santuario que son amigas de Komaki. Más tarde, acuden en ayuda de los personajes principales cuando se ven obligados a luchar contra un Aoi poseído. Ella, junto con Hinano, parece no gustarle a los hombres; se enoja mucho con Kyouichi cuando los conoce por primera vez. Durante la pelea contra Aoi, Yukino, Hinano y Raito pudieron combinar sus poderes para realizar lo que parecía ser un hechizo de teletransportación.
•Estilo de combate: Naginata, lanzamiento de hechizos
Hinano Oribe (雛乃 織部?)
Seiyū: Ryoko Ono
La segunda de dos doncellas del santuario que son amigas de Komaki. Más tarde acuden en ayuda de los personajes principales cuando se ven obligados a luchar contra un Aoi poseído. Parece ser muy tímida con los hombres; ella se esconde detrás de Yukino cuando Kyouichi los conoce por primera vez.
•Estilo de combate: Kyūdō, lanzamiento de hechizos
Takako Iwayama (岩山たか子 Iwayama Takako?)
Seiyū: Yōko Sōmi
El doctor del Hospital Central Sakuragaoka. Tiene una habilidad curativa que le permite tratar a pacientes heridos por poderes demoníacos. Ella trata a los heridos durante la batalla contra Kodzunu. Conoce a Kyouichi desde muy joven, ya que dijo que solía llorarle cuando era joven. A Kyouichi no le gusta ella, ya que tiende a avergonzarlo frente a los demás.
•Estilo de combate: Kekkai, purificación de los muertos
Ryuuzan Arai (新井龍山 Arai Ryūzan?)
Seiyū: Ikyuu Juku
Un maestro del feng shui. Se ve a las hermanas Oribe informándole. Conoce la historia de la familia de Kodzunu y el poder de Aoi. Conocido como "Mr. Eyebrows" por Tendou Kodzunu. Apareció con Doushin Narasaki (楢崎道心), luchando contra Tendou en el primer episodio.
Sayo Hirasaka (比良坂紗夜 Hirasaka Sayo?)
Seiyū: Kozue Yoshizumi
Estudiante de segundo año de Sakurajou High que murió en el incidente que involucró a Ryouichi. Kodzunu la revivió temporalmente para hacer que llevara a Tatsuma a una trampa. A cambio, Kodzunu le había prometido que reviviría a sus padres, permitiéndole volver a vivir una vida normal. Después de llevar a Tatsuma a la trampa, Kodzunu reveló que le estaba mintiendo. Al final, antes de volver a morir, rescata a Tatsuma de la trampa de Kodzunu.
Alan Claude (アラン·クロード Arren Kuraudo?)
Seiyū: Shuuhei Sakaguchi
Un delincuente misterioso que aparece a principios de la segunda temporada. No parece demasiado importante, pero está al tanto de los eventos que suceden en la ciudad. Está cerca de Sera Rikudou y es el Seiryuu. Al final de los eventos de la segunda temporada, es visto por última vez en la tumba de Sera y parece estar enfermo, posiblemente un efecto secundario de ser un recipiente, como lo menciona Ryuuzan Arai.
Ryuuji Yashiro / Chaos (耶之路龍治?)
Seiyū: Hiroaki Miura
Un adolescente en silla de ruedas que aparece en el último episodio de la primera temporada. Es el primer antagonista de la segunda temporada. Puede controlar a las personas a través de un juego móvil que jugó Reiji Sagaya. A través del juego, envió a una persona poseída a matar a los padres adoptivos de Tatsuma. Él es el "Yin del Dragón Dorado" y está poseído por Yagyuu al final de la segunda temporada, quien luego usa sus poderes.

## Anime
La primera temporada, Tokyo Majin Gakuen Kenpuchō: Tō (東京魔人學園剣風帖 龖), se emitió originalmente el 19 de enero de 2007 y terminó el 20 de abril de 2007. Todos los episodios de la temporada se denominan "Capítulos de artes oscuras" (外法編 Gehou-hen).
Una segunda temporada, titulada Tokyo Majin Gakuen Kenpuchō: Tō Dai Ni Maku (東京魔人學園剣風帖 龖 第弐幕), se emitió originalmente desde el 27 de julio de 2007 al 12 de octubre de 2007. Sus primeros cinco episodios se denominan "Capítulos del puño marcial" (拳武編 Kenbu-hen), sus siguientes cinco episodios se nombran "Capítulos de las estrellas del destino" (宿星編 Shukusei-hen), y los dos últimos episodios se denominan "Capítulos adicionales" (番外編 Bangai-hen). Los episodios "extra" no se ejecutan en la línea de tiempo cronológica de la historia, sino que son flashbacks y relleno.

## Temas
Openings
"0:00 am" de ACID (primera temporada + episodios 1 - 5 y 11 de la segunda temporada).
"Prayer" de ACID (segunda temporada: episodios 6 - 9).
Endings
"Hanafubuki" (花吹雪) de ACID.
Otras canciones
"Creciendo" de ACID.
"15 sai -quince-" (15才-quince-) de ACID.
"Las cuatro estaciones-Invierno, Concierto para violín" de Antonio Vivaldi.